# ブルックリン (映画)
『ブルックリン』（英語: Brooklyn）は、2015年に公開されたアイルランド・イギリス・カナダの合作によるドラマ映画。
監督はジョン・クローリー。脚本はニック・ホーンビィ。コルム・トビーンによる同名の小説を原作としている。出演はシアーシャ・ローナン、エモリー・コーエン、ドーナル・グリーソン、ジム・ブロードベント、ジュリー・ウォルターズなど。
時代は1951年と1952年、アメリカ合衆国のニューヨーク州ブルックリン区に移民したアイルランド人の若い女性の物語である。彼女はブルックリンですぐさま恋に落ちるものの、郷里アイルランドで問題に巻き込まれ、二国の間で選択を迫られる。
2015年のサンダンス映画祭でプレミア上映され、映画評論家に称賛された。2015年11月4日にはアメリカで限定公開され、11月6日にはイギリスで限定公開された。アカデミー賞では作品賞、主演女優賞（ローナン）、脚色賞の3部門にノミネートされた。

## 物語
アイルランドの田舎町。年頃の娘エイリシュは閉鎖的な環境の中、食料品店で自らの可能性を磨く機会もなく燻っていた。そんな彼女に姉ローズはニューヨークで働く機会を用意してやる。胸を膨らませアメリカ行きの客船に乗ったエイリシュは、見ず知らずの乗客に激励を受けながら新天地で第一歩を踏み出した。
だが、慣れないデパート勤務と勤労女子たちとの寮生活のなか、エイリシュから余裕と向上心は失われていった。ホームシックに悩む彼女に、世話役のフラッド神父は大学の会計士コースの受講を薦める。それに従う彼女は少しずつ自信を取り戻し、容貌に華やかさを表すようになっていった。そんな彼女をパーティーで認めたイタリア系の青年トニーは、一目惚れの末にプロポーズをしてくる。今や立派なニューヨークっ子になったエイリシュも彼の気持ちを受け止め、ふたりは幸福のうちに契りを結んだ。
そんな矢先、エイリシュに故郷の町から姉の訃報が届く。急ぎ帰郷した彼女は、そこで昔馴染みの青年ジムと再会した。大切な家族に降り注いだ不幸から立ち直ったエイリシュは、立派な紳士となったジムに優しく接され、その包容力に身を委ねたい気持ちを育まれてゆく。トニーへの後ろめたい感情を次第に忘れてゆく彼女ではあったが、かつての雇い主であったミス・ケリーは彼女が既婚者だという秘密を暴く。エイリシュにとって、それは冷水を浴びせられるような経験であり、もはや帰る故郷はない事実の証明であった。
ニューヨークで、妻の帰還を待ちわびつつ仕事に精を出すトニー。彼はある日、通りの向こうに愛する女が立ち、微笑みかける姿を見るのだった。

## キャスト
- エイリシュ・レイシー役 : シアーシャ・ローナン[7]
- アンソニー"トニー"・フィオレロ役 : エモリー・コーエン
- ジム・ファレル役 : ドーナル・グリーソン
- フラッド神父役 : ジム・ブロードベント
- ミス・キーオ役 : ジュリー・ウォルターズ
- ミス・ケリー役 : ブリッド・ブレナン（英語版）
- ローズ・レイシー役 : フィオナ・グラスコット
- ミス・フォルティーニ役 : ジェシカ・パレ（英語版）
- ナンシー役 : エイリーン・オイギンス
- ドローレス・グレイス役 : ジェン・マレー（英語版）
- パティー・マクガイア役 : エミリー・ベット・リッカーズ
- ディアナ・モンティーニ役 : イブ・マックリン
- シェイラ役 : ノラ＝ジェーン・ヌーン
- マウリツィオ・フィオレロ役 : マイケル・ゼゲン（英語版）
- フィオレロ氏役 : パウリーノ・ヌネス
- フランキー・フィオレロ役 : ジェイムズ・ディジャコモ
- ロレンツィオ・フィオレロ役 : クリスティアン・デ・ラ・コルティーナ
- フィオレロ婦人役 : エレン・ディヴィッド
- ジョージナ役 : エヴァ・バーシッスル（英語版）

## 製作・公開

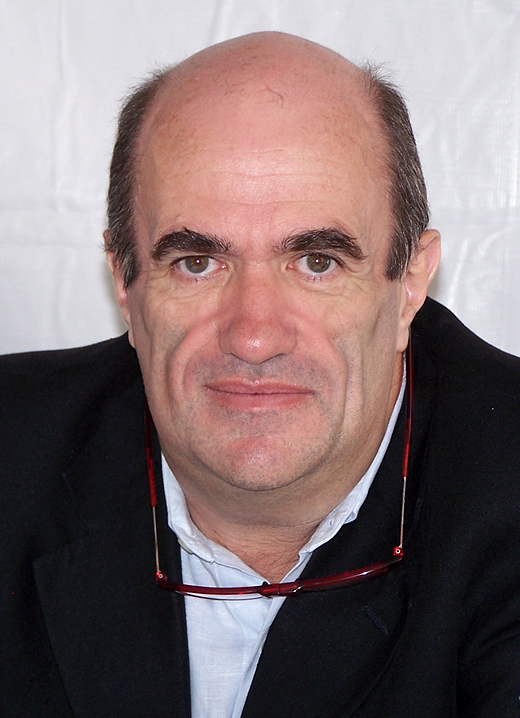
原作者のコルム・トビーン

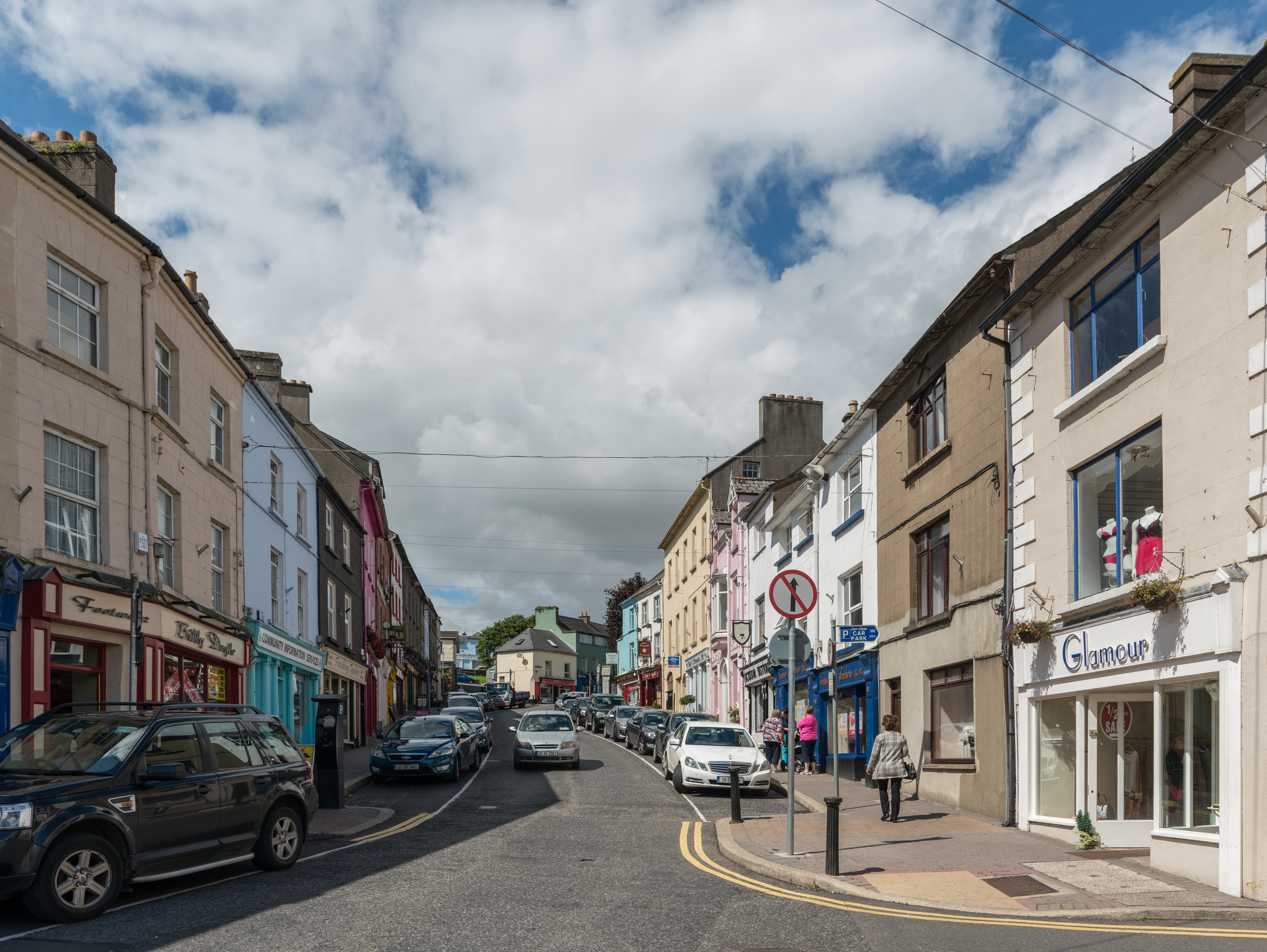
主人公の故郷という設定のエニスコーシー

原作の『ブルックリン』は2009年にアイルランド人小説家のコルム・トビーンが英語で刊行した小説であり、この作品はコスタ賞小説部門を受賞したほか、国際IMPACダブリン文学賞にノミネートされている。監督は『BOY A』（2007年）で高評価を受けたジョン・クローリー、脚本は『17歳の肖像』（2009年）や『わたしに会うまでの1600キロ』（2014年）などのニック・ホーンビィ。主演はニューヨーク生まれながらアイルランドで育ったシアーシャ・ローナンであり、ローナンの両親はアイルランド人である。
2014年4月1日にアイルランドで撮影が開始され、ウェックスフォード県エニスコーシー、ウェックスフォード、ダブリンなど様々な場所で3週間に渡って撮影が行われた。エニスコーシーは原作者のコルム・トビーンの出身地であり、主人公が生まれ育った設定の町である。アイルランドでの製作が終了すると、一行はカナダのモントリオールに移動し、カナダで4週間に渡って撮影が行われた。アメリカ合衆国のニューヨーク・コニーアイランドでも2日間の撮影が行われている。
2015年1月26日のサンダンス映画祭でプレミア上映された。プレミア後にはワインスタイン・カンパニー、フォーカス・フィーチャーズ、フォックス・サーチライト・ピクチャーズの間で入札戦争が勃発したが、フォックス・サーチライト・ピクチャーズが争奪戦に勝利し、900万ドルでアメリカとその他複数地域での販売権を獲得した。この契約はサンダンス映画祭でプレミア上映された作品としては有数の規模だった。
2015年のトロント国際映画祭のSpecial Presentations部門での上映作品に選択された。2015年11月4日にはアメリカで限定公開され、11月25日には通常公開された。日本では2016年7月1日に全国公開された。

## 反響

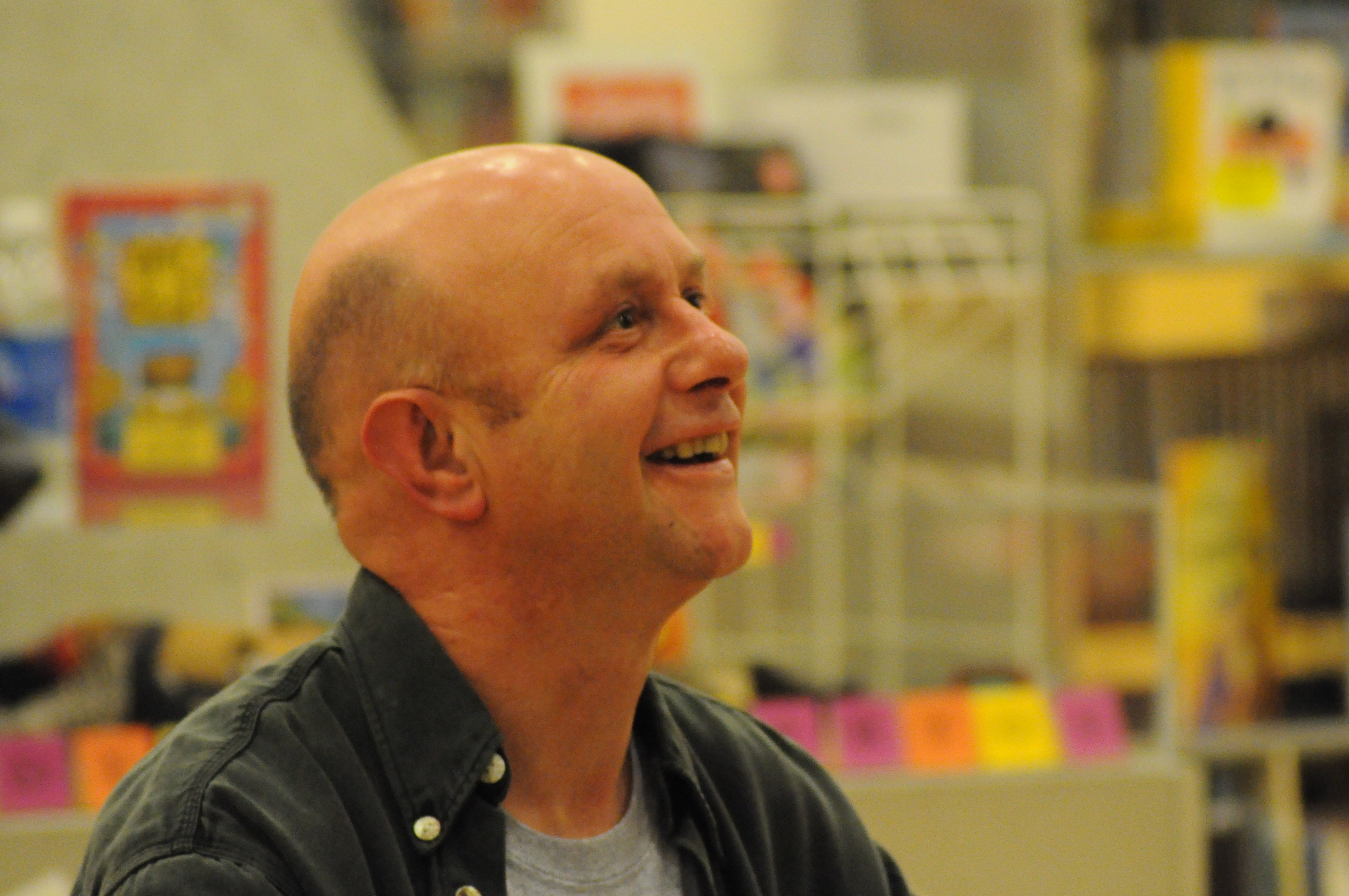
本作の脚本を務めたニック・ホーンビィ

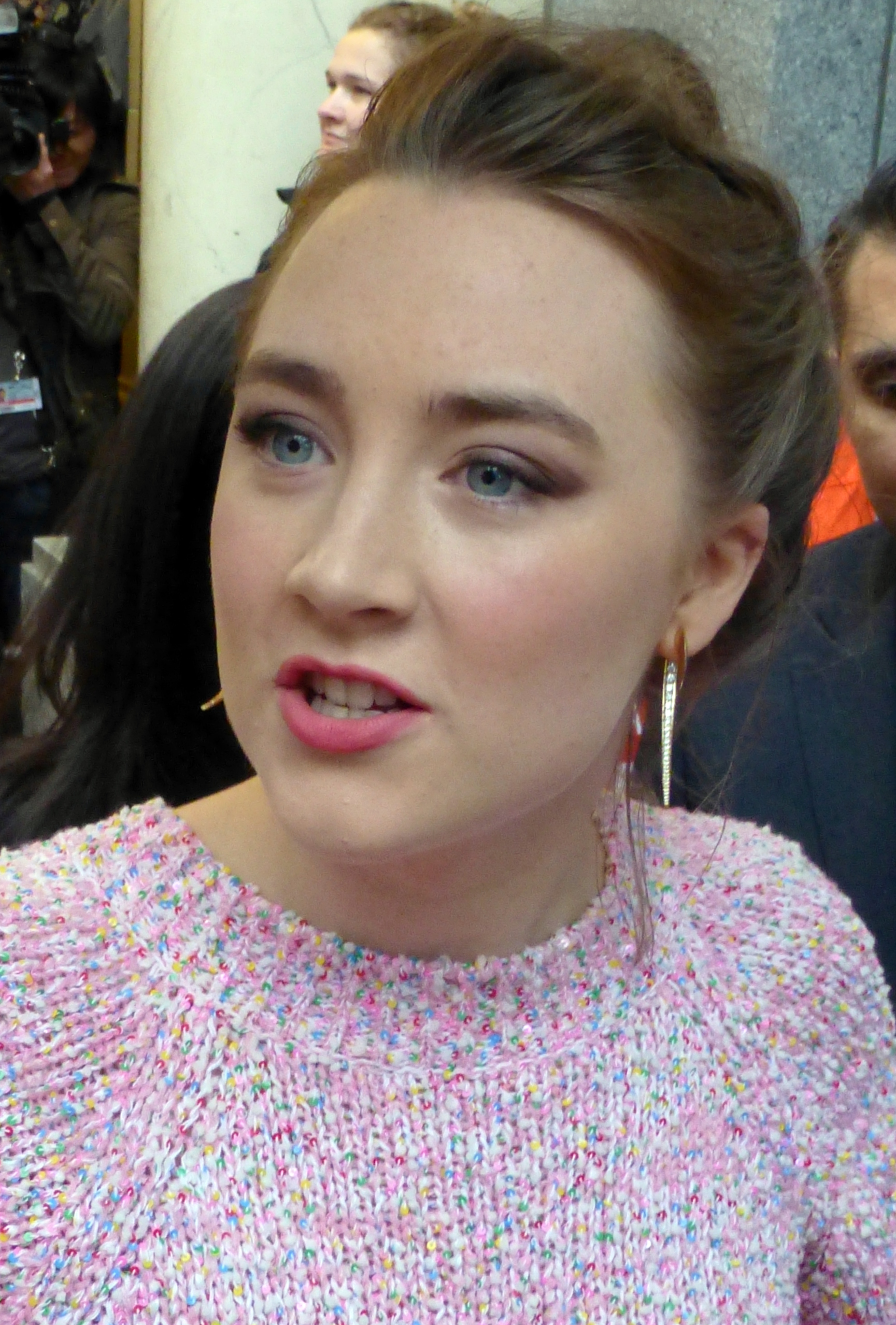
主演のシアーシャ・ローナン

### 批評
本作品はサンダンス映画祭でプレミア上映されてスタンディングオベーションを贈られた。Rotten Tomatoesは222の批評を基に本作品の支持率を97%とし、平均点を10点中8.5点としている。Metacriticは42の批評に基づいて加重平均値を87点としており、「あまねく称賛されている」としている。アカデミー作品賞へのノミネートに対して、シドニー・モーニング・ヘラルド紙は「この作品はノミネートに値する」と書いた。

### 興行成績
2016年2月初旬時点でカナダ単独の興行収入が400万カナダドルを超え、2015年に公開されたカナダ映画の中で最高の成績を記録した。アイルランドでは初週に87館で65万ドルを稼ぎ、1996年以降では1996年11月に公開されて66万2000ドルを記録した『マイケル・コリンズ』に次ぐオープニング記録となった。1,100万ドルという製作費ながら、2016年4月13日時点では北アメリカで3,820万ドルを、その他の地域で2,170万ドルを、計6,000万ドルを稼いだ。

### 映画賞
第88回アカデミー賞では、作品賞、脚色賞、主演女優賞（シアーシャ・ローナン）にノミネートされたが、2016年2月に行われた授賞式では3部門とも受賞を逃した。脚本家のニック・ホーンビィは『17歳の肖像』（2009年）に次いで2度目のノミネートであり、ローナンも『つぐない』（2007年）に次いで2度目のノミネートである。
ローナンの演技は英国アカデミー賞 主演女優賞、放送映画批評家協会賞主演女優賞、ゴールデングローブ賞 主演女優賞、全米映画俳優組合賞主演女優賞にもノミネートされており、英国インディペンデント映画賞で主演女優賞を受賞した。ジュリー・ウォルターズは英国アカデミー賞 助演女優賞にノミネートされた。ミルヴァレー映画祭、バンクーヴァー国際映画祭、バージニア映画祭で観客賞を受賞している。ハンプトンズ国際映画ではエモリー・コーエンが新人賞にノミネートされた。

## 受賞とノミネート
| 映画賞/映画祭                            | 授賞式         | 部門                         | 対象                                                               | 結果       | 出典          |
| ---------------------------------------- | -------------- | ---------------------------- | ------------------------------------------------------------------ | ---------- | ------------- |
| オーストラリア映画テレビ芸術アカデミー賞 | 2016年1月29日  | 女優賞                       | シアーシャ・ローナン                                               | ノミネート | [ 29 ]        |
| AARP誌大人のための映画賞                 | 2016年2月8日   | 作品賞                       |                                                                    | ノミネート | [ 30 ]        |
| AARP誌大人のための映画賞                 | 2016年2月8日   | 脚本賞                       | ニック・ホーンビィ                                                 | ノミネート | [ 30 ]        |
| アカデミー賞                             | 2016年2月28日  | 女優賞                       | シアーシャ・ローナン                                               | ノミネート | [ 31 ]        |
| アカデミー賞                             | 2016年2月28日  | 脚色賞                       | ニック・ホーンビィ                                                 | ノミネート | [ 31 ]        |
| アカデミー賞                             | 2016年2月28日  | 作品賞                       | フィノーラ・ドワイヤー アマンダ・ポージー                          | ノミネート | [ 31 ]        |
| オースティン映画批評家協会賞             | 2015年12月29日 | 女優賞                       | シアーシャ・ローナン                                               | ノミネート | [ 32 ]        |
| ボストン映画批評家協会賞                 | 2015年12月11日 | 女優賞                       | シアーシャ・ローナン                                               | 次点       | [ 33 ]        |
| 英国アカデミー賞                         | 2016年2月14日  | 主演女優賞                   | シアーシャ・ローナン                                               | ノミネート | [ 34 ] [ 35 ] |
| 英国アカデミー賞                         | 2016年2月14日  | 助演女優賞                   | ジュリー・ウォルターズ                                             | ノミネート | [ 34 ] [ 35 ] |
| 英国アカデミー賞                         | 2016年2月14日  | 脚色賞                       | ニック・ホーンビィ                                                 | ノミネート | [ 34 ] [ 35 ] |
| 英国アカデミー賞                         | 2016年2月14日  | 英国作品賞                   |                                                                    | 受賞       | [ 34 ] [ 35 ] |
| 英国アカデミー賞                         | 2016年2月14日  | 衣装デザイン賞               | Odile Dicks-Mireaux                                                | ノミネート | [ 34 ] [ 35 ] |
| 英国アカデミー賞                         | 2016年2月14日  | メイキャップ&ヘアメイク賞    | Morna Ferguson Lorraine Glynn                                      | ノミネート | [ 34 ] [ 35 ] |
| 英国インディペンデント映画賞             | 2015年12月7日  | 女優賞                       | シアーシャ・ローナン                                               | 受賞       | [ 36 ] [ 37 ] |
| 英国インディペンデント映画賞             | 2015年12月7日  | 脚本賞                       | ニック・ホーンビィ                                                 | ノミネート | [ 36 ] [ 37 ] |
| 英国インディペンデント映画賞             | 2015年12月7日  | 助演男優賞                   | ドーナル・グリーソン                                               | ノミネート | [ 36 ] [ 37 ] |
| 英国インディペンデント映画賞             | 2015年12月7日  | 助演女優賞                   | ジュリー・ウォルターズ                                             | ノミネート | [ 36 ] [ 37 ] |
| 英国インディペンデント映画賞             | 2015年12月7日  | 技術功労賞                   | Fiona Weir                                                         | ノミネート | [ 36 ] [ 37 ] |
| Camerimage                               | 2015年11月21日 | 最優秀賞                     | イヴ・ベランジェ                                                   | ノミネート | [ 38 ]        |
| カナダ映画賞                             | 2016年3月13日  | 撮影賞                       | イヴ・ベランジェ                                                   | 受賞       | [ 39 ] [ 40 ] |
| カナダ映画賞                             | 2016年3月13日  | 作品賞                       |                                                                    | ノミネート | [ 39 ] [ 40 ] |
| カナダ映画賞                             | 2016年3月13日  | 作曲賞                       | マイケル・ブルック                                                 | 受賞       | [ 39 ] [ 40 ] |
| Casting Society of America               | 2016年1月21日  | キャスティング賞             | Fiona Weir Lucie Robitaille Jim Carnahan                           | ノミネート | [ 41 ]        |
| シカゴ映画批評家協会賞                   | 2015年12月16日 | 女優賞                       | シアーシャ・ローナン                                               | ノミネート | [ 42 ]        |
| シカゴ映画批評家協会賞                   | 2015年12月16日 | 脚色賞                       | ニック・ホーンビィ                                                 | ノミネート | [ 42 ]        |
| シカゴ映画批評家協会賞                   | 2015年12月16日 | 美術賞                       |                                                                    | ノミネート | [ 42 ]        |
| 放送映画批評家協会賞                     | 2016年1月17日  | 女優賞                       | シアーシャ・ローナン                                               | ノミネート | [ 43 ]        |
| 放送映画批評家協会賞                     | 2016年1月17日  | 脚色賞                       | ニック・ホーンビィ                                                 | ノミネート | [ 43 ]        |
| 放送映画批評家協会賞                     | 2016年1月17日  | 美術賞                       | フランソワ・セギュアン ジェニファー・オマン ルイーズ・トレンブレイ | ノミネート | [ 43 ]        |
| 放送映画批評家協会賞                     | 2016年1月17日  | 衣装デザイン賞               | Odile Dicks-Mireaux                                                | ノミネート | [ 43 ]        |
| 放送映画批評家協会賞                     | 2016年1月17日  | 作品賞                       |                                                                    | ノミネート | [ 43 ]        |
| 衣装デザインギルド賞                     | 2016年2月23日  | 歴史映画賞                   | Odile Dicks-Mireaux                                                | ノミネート | [ 44 ]        |
| ダラス・フォートワース映画批評家協会賞   | 2015年12月14日 | 女優賞                       | シアーシャ・ローナン                                               | ノミネート | [ 45 ]        |
| ダラス・フォートワース映画批評家協会賞   | 2015年12月14日 | Top 10 Films                 |                                                                    | 受賞       | [ 45 ]        |
| デンバー映画祭                           | 2015年11月16日 | 観客賞                       |                                                                    | 受賞       | [ 46 ]        |
| デトロイト映画批評家協会賞               | 2015年12月14日 | 女優賞                       | シアーシャ・ローナン                                               | 受賞       | [ 47 ]        |
| デトロイト映画批評家協会賞               | 2015年12月14日 | 監督賞                       | ジョン・クローリー                                                 | ノミネート | [ 47 ]        |
| デトロイト映画批評家協会賞               | 2015年12月14日 | 作品賞                       |                                                                    | ノミネート | [ 47 ]        |
| デトロイト映画批評家協会賞               | 2015年12月14日 | 脚本賞                       | ニック・ホーンビィ                                                 | ノミネート | [ 47 ]        |
| デトロイト映画批評家協会賞               | 2015年12月14日 | 新人賞                       | エモリー・コーエン                                                 | ノミネート | [ 47 ]        |
| ドリアン賞                               | 2016年1月19日  | 女優賞                       | シアーシャ・ローナン                                               | ノミネート | [ 48 ]        |
| ドリアン賞                               | 2016年1月19日  | 作品賞                       |                                                                    | ノミネート | [ 48 ]        |
| ダブリン映画批評家協会賞                 | 2015年12月22日 | 女優賞                       | シアーシャ・ローナン                                               | ノミネート | [ 49 ]        |
| ダブリン映画批評家協会賞                 | 2015年12月22日 | 監督賞                       | ジョン・クローリー                                                 | ノミネート | [ 49 ]        |
| ダブリン映画批評家協会賞                 | 2015年12月22日 | アイルランド作品賞           |                                                                    | 受賞       | [ 49 ]        |
| イブニングスタンダード映画賞             | 2016年2月7日   | 女優賞                       | シアーシャ・ローナン                                               | ノミネート | [ 50 ] [ 51 ] |
| イブニングスタンダード映画賞             | 2016年2月7日   | 作品賞                       |                                                                    | 受賞       | [ 50 ] [ 51 ] |
| イブニングスタンダード映画賞             | 2016年2月7日   | 脚本賞                       | ニック・ホーンビィ                                                 | ノミネート | [ 50 ] [ 51 ] |
| ゴールデングローブ賞                     | 2016年1月10日  | ドラマ映画女優賞             | シアーシャ・ローナン                                               | ノミネート | [ 52 ]        |
| ゴールデン・トレーラー・アワード         | 2016年5月      | 外国ロマンス作品賞           | "Two Worlds"                                                       | 受賞       | [ 53 ]        |
| ゴールデン・トレーラー・アワード         | 2016年5月      | ロマンス部門ポスター賞       | "Boat"                                                             | ノミネート | [ 53 ]        |
| ゴールデン・トレーラー・アワード         | 2016年5月      | ロマンス部門TV予告編賞       | "Looking Review"                                                   | ノミネート | [ 53 ]        |
| ハンプトンズ国際映画祭                   | 2015年10月12日 | 新人賞                       | エモリー・コーエン                                                 | 受賞       | [ 28 ]        |
| ハリウッド映画賞                         | 2015年11月1日  | 新ハリウッド賞               | シアーシャ・ローナン                                               | 受賞       | [ 54 ]        |
| ヒューストン映画批評家協会賞             | 2016年1月9日   | 女優賞                       | シアーシャ・ローナン                                               | ノミネート | [ 55 ]        |
| ロンドン映画批評家協会賞                 | 2016年1月17日  | 女優賞                       | シアーシャ・ローナン                                               | ノミネート | [ 56 ] [ 57 ] |
| ロンドン映画批評家協会賞                 | 2016年1月17日  | イギリス/アイルランド女優賞  | シアーシャ・ローナン                                               | 受賞       | [ 56 ] [ 57 ] |
| ロンドン映画批評家協会賞                 | 2016年1月17日  | イギリス作品賞               |                                                                    | ノミネート | [ 56 ] [ 57 ] |
| ロンドン映画批評家協会賞                 | 2016年1月17日  | 脚本賞                       | ニック・ホーンビィ                                                 | ノミネート | [ 56 ] [ 57 ] |
| ロサンゼルス映画批評家協会賞             | 2015年12月6日  | 女優賞                       | シアーシャ・ローナン                                               | 次点       | [ 58 ]        |
| ミルヴァレー映画祭                       | 2015年10月18日 | 観客賞                       |                                                                    | 受賞       | [ 28 ]        |
| 全米映画批評家協会賞                     | 2016年1月3日   | 女優賞                       | シアーシャ・ローナン                                               | 次点       | [ 59 ]        |
| ニューヨーク映画批評家協会賞             | 2015年12月2日  | 女優賞                       | シアーシャ・ローナン                                               | 受賞       | [ 60 ]        |
| ニューヨーク映画批評家オンライン賞       | 2015年12月6日  | Top 10 Films                 |                                                                    | 受賞       | [ 61 ]        |
| オンライン映画批評家協会賞               | 2015年12月14日 | 女優賞                       | シアーシャ・ローナン                                               | ノミネート | [ 62 ]        |
| オンライン映画批評家協会賞               | 2015年12月14日 | 脚色賞                       | ニック・ホーンビィ                                                 | ノミネート | [ 62 ]        |
| オンライン映画批評家協会賞               | 2015年12月14日 | 作品賞                       |                                                                    | ノミネート | [ 62 ]        |
| パームスプリングス国際映画祭             | 2016年1月2日   | International Star Award     | シアーシャ・ローナン                                               | 受賞       | [ 63 ]        |
| 映画製作者組合賞                         | 2016年1月23日  | 映画プロダクション賞         | アマンダ・ポージー フィノーラ・ドワイヤー                          | ノミネート | [ 64 ]        |
| ケベック映画賞                           | 2016年3月20日  | 美術賞                       | フランソワ・セギュアン                                             | 受賞       | [ 65 ]        |
| ケベック映画賞                           | 2016年3月20日  | 撮影賞                       | イヴ・ベランジェ                                                   | 受賞       | [ 65 ]        |
| サンディエゴ映画批評家協会賞             | 2015年12月14日 | 女優賞                       | シアーシャ・ローナン                                               | ノミネート | [ 66 ] [ 67 ] |
| サンディエゴ映画批評家協会賞             | 2015年12月14日 | 脚色賞                       | ニック・ホーンビィ                                                 | ノミネート | [ 66 ] [ 67 ] |
| サンディエゴ映画批評家協会賞             | 2015年12月14日 | 撮影賞                       | イヴ・ベランジェ                                                   | ノミネート | [ 66 ] [ 67 ] |
| サンディエゴ映画批評家協会賞             | 2015年12月14日 | 監督賞                       | ジョン・クローリー                                                 | ノミネート | [ 66 ] [ 67 ] |
| サンディエゴ映画批評家協会賞             | 2015年12月14日 | 作品賞                       |                                                                    | ノミネート | [ 66 ] [ 67 ] |
| サンディエゴ映画批評家協会賞             | 2015年12月14日 | プロダクションデザイン賞     | フランソワ・セギュアン                                             | 受賞       | [ 66 ] [ 67 ] |
| サンディエゴ映画批評家協会賞             | 2015年12月14日 | 新人賞                       | エモリー・コーエン                                                 | ノミネート | [ 66 ] [ 67 ] |
| サンフランシスコ映画批評家協会賞         | 2015年12月14日 | 女優賞                       | シアーシャ・ローナン                                               | 受賞       | [ 68 ]        |
| サンフランシスコ映画批評家協会賞         | 2015年12月14日 | 脚色賞                       | ニック・ホーンビィ                                                 | 受賞       | [ 68 ]        |
| サンフランシスコ映画批評家協会賞         | 2015年12月14日 | 監督賞                       | ジョン・クローリー                                                 | ノミネート | [ 68 ]        |
| サンフランシスコ映画批評家協会賞         | 2015年12月14日 | 作品賞                       |                                                                    | ノミネート | [ 68 ]        |
| サンフランシスコ映画批評家協会賞         | 2015年12月14日 | プロダクションデザイン賞     | フランソワ・セギュアン Suzanne Cloutier                            | ノミネート | [ 68 ]        |
| サンタバーバラ国際映画祭                 | 2016年2月8日   | 演技賞                       | シアーシャ・ローナン                                               | 受賞       | [ 69 ]        |
| セントルイス映画批評家協会賞             | 2015年12月21日 | 女優賞                       | シアーシャ・ローナン                                               | 次点       | [ 70 ] [ 71 ] |
| セントルイス映画批評家協会賞             | 2015年12月21日 | 脚色賞                       | ニック・ホーンビィ                                                 | 次点       | [ 70 ] [ 71 ] |
| セントルイス映画批評家協会賞             | 2015年12月21日 | 美術賞                       | フランソワ・セギュアン                                             | 次点       | [ 70 ] [ 71 ] |
| サテライト賞                             | 2016年1月21日  | 映画女優賞                   | シアーシャ・ローナン                                               | 受賞       | [ 72 ]        |
| サテライト賞                             | 2016年1月21日  | 作品賞                       |                                                                    | ノミネート | [ 72 ]        |
| 全米映画俳優組合賞                       | 2016年1月30日  | 主演女優賞                   | シアーシャ・ローナン                                               | ノミネート | [ 73 ]        |
| USC脚本家賞                              | 2016年2月20日  | 脚色賞                       | コルム・トビーン ニック・ホーンビィ                                | ノミネート | [ 74 ]        |
| バンクーバー映画批評家協会賞             | 2015年12月21日 | 女優賞                       | シアーシャ・ローナン                                               | ノミネート | [ 75 ]        |
| バンクーバー国際映画祭                   | 2015年10月9日  | 観客賞                       |                                                                    | 受賞       | [ 28 ]        |
| バージニア映画祭                         | 2015年11月11日 | 観客賞                       |                                                                    | 受賞       | [ 28 ]        |
| ワシントンD.C.映画批評家協会賞           | 2015年12月7日  | 女優賞                       | シアーシャ・ローナン                                               | 受賞       | [ 76 ]        |
| ワシントンD.C.映画批評家協会賞           | 2015年12月7日  | 脚色賞                       | ニック・ホーンビィ                                                 | ノミネート | [ 76 ]        |
| ワシントンD.C.映画批評家協会賞           | 2015年12月7日  | 作品賞                       |                                                                    | ノミネート | [ 76 ]        |
| ワシントンD.C.映画批評家協会賞           | 2015年12月7日  | 撮影賞                       | イヴ・ベランジェ                                                   | ノミネート | [ 76 ]        |
| ワシントンD.C.映画批評家協会賞           | 2015年12月7日  | 作曲賞                       | マイケル・ブルック                                                 | ノミネート | [ 76 ]        |
| ワシントンD.C.映画批評家協会賞           | 2015年12月7日  | プロダクションデザイン賞     | ジェニファー・オマン ルイーズ・トレンブレイ                        | ノミネート | [ 76 ]        |
| WIN賞                                    | 2016年2月10日  | 女優賞                       | シアーシャ・ローナン                                               | ノミネート | [ 77 ]        |
| WIN賞                                    | 2016年2月10日  | 女性による映画プロダクション | フィノーラ・ドワイヤー アマンダ・ポージー                          | ノミネート | [ 77 ]        |